# Che fantastica storia è la vita (singolo)
Che fantastica storia è la vita è un singolo del cantautore italiano Antonello Venditti, pubblicato il 22 settembre 2003 come primo estratto del quindicesimo album in studio dell'artista Che fantastica storia è la vita. Si tratta del singolo di maggiore successo dell'intero album.

## Descrizione
Dal punto di vista musicale, Che fantastica storia è la vita è una ballata pop rock e piano rock. La canzone è stata poi riproposta nel 2006 nella raccolta Diamanti, sia in formato CD della versione più ampia che nell'unico CD di quella ridotta.
Per quanto riguarda il testo, Che fantastica storia è la vita è un vero e proprio inno alla vita che racconta la storia di quattro diversi personaggi, inseriti in quattro realtà differenti ma accomunati tutti dalla speranza che, nonostante le diverse difficoltà che sono stati costretti ad affrontare, ancora hanno nel futuro. Infatti ogni storia, per quanto differente possa essere, si conclude sempre con le stesse parole "E quando penso che sia finita, è proprio allora che comincia la salita: che fantastica storia è la vita!".
1. Il primo dei quattro protagonisti descritti è il cantante stesso, che narra come egli sia stato una delusione per i suoi genitori, quando lui scelse di intraprendere la strada da cantautore, anziché del medico, futuro che i genitori volevano per lui. L'artista aggiunge che questa scelta ha richiesto non poche rinunce, infatti il testo dice "Ho sfidato il destino per la prima canzone, ho lasciato gli amici, ho perduto l’amore";
2. Il secondo personaggio descritto è la giovane Laura, che racconta di essersi appena laureata ma anche che, nonostante ciò, come spesso accade alle persone laureate in Italia, è diventata una semplice impiegata. Ella dice di avere un figlio piccolo, Luca, ma anche di non riuscire a dedicargli tanto tempo come vorrebbe, e di essere perciò costretta ad affidarlo ai nonni: "E mio padre e mia madre, una sola pensione, fanno crescere Luca, il mio unico amore";
3. Il terzo personaggio descritto è Gesù che, ormai in punto di morte sulla croce, ricorda i momenti passati da pescatore e le voci di sua madre e suo padre, che gli pare ancora di sentire;
4. Il quarto e ultimo personaggio descritto è Aicha, la cui storia è quella di una donna africana immigrata alla ricerca di un futuro migliore altrove. Il testo recita appunto: "Mi chiamo Aicha, come una canzone / Sono la quarta di tremila persone / Su questo scoglio di buona speranza, / io scelgo la vita, l’unica salva".[5] Interessante notare come lo stesso nome "Aicha" significhi appunto "viva", "salva".[6]

## Accoglienza

### Critica
Il brano è stato ben accolto dalla critica musicale, per il suo testo profondo, tanto da essere definita "un potente inno alla vita" e da diventare da subito una delle canzoni più amate del cantautore Venditti.

## Successo commerciale
Il brano, così come l'album in cui è inserito, ha riscosso un buon successo, raggiungendo le vette delle vendite in Italia, con oltre 200mila copie vendute.